# Hukou (köpinghuvudort i Kina, Hunan Sheng, lat 26,61, long 113,65)
Hukou (kinesiska: 湖口, 湖口圩, 湖口镇) är en köpinghuvudort i Kina. Den ligger i provinsen Hunan, i den södra delen av landet, omkring 190 kilometer söder om provinshuvudstaden Changsha. Antalet invånare är 23 176. Befolkningen består av 11 367 kvinnor och 11 809 män. Barn under 15 år utgör 23,0 %, vuxna 15-64 år 68 %, och äldre över 65 år 8,0 %.
Runt Hukou är det ganska tätbefolkat, med 75 invånare per kvadratkilometer. Närmaste större samhälle är Xiayang, 17,4 km sydost om Hukou. I omgivningarna runt Hukou växer i huvudsak blandskog.
Genomsnittlig årsnederbörd är 1 971 millimeter. Den regnigaste månaden är maj, med i genomsnitt 295 mm nederbörd, och den torraste är oktober, med 26 mm nederbörd.